# Сезар Пелузо
Антонио Сезар Пелузо (на португалски: Antonio Cezar Peluso) е бразилски магистрат, бивш член на Върховния федерален съд на Бразилия.
Сезар Пелузо встъпва в длъжност министър от Върховния федерален съд на 25 юни 2003 г., след като е избран от Федералния сенат по предложение на президента Лула да Силва. През март 2010 г. членовете на Върховния федерален съд избират Сезар Пелузо за председател на съда – длъжност, която Пелузо заема официално на 23 април 2010 г. Конституционният мандат на Сезар Пелузо като член на съда изтича на 3 септември 2012 г., когато той навършва 70 години – задължителната възраст за пенсиониране на съдиите от Върховния федерален съд.
Мястото му във Върховния съд заема Теори Заваски.